# Nederland op het wereldkampioenschap voetbal vrouwen 2023
Nederland was een van de deelnemende landen aan het wereldkampioenschap voetbal vrouwen 2023 in Australië en Nieuw-Zeeland. Het was de derde deelname voor het land aan een wereldkampioenschap. Oranje kwam in de groepsfase uit tegen Portugal, de Verenigde Staten en Vietnam. De groepsfase werd afgesloten als groepswinnaar met twee overwinningen en een gelijkspel. In de achtste finales werd Zuid-Afrika met 2–0 verslagen waarna Spanje de tegenstandster was in de kwartfinale. Deze wedstrijd werd na verlenging met 2–1 verloren.

## Kwalificatie en voorbereiding op het toernooi

### Kwalificatie

#### Groep C
| Pos | Team        | Wed | W | G | V | Ptn | DV | DT | +/− | Kwalificatie |       | Vlag van Nederland | Vlag van IJsland | Vlag van Tsjechië | Vlag van Wit-Rusland | Vlag van Cyprus |
| --- | ----------- | --- | - | - | - | --- | -- | -- | --- | ------------ | ----- | ------------------ | ---------------- | ----------------- | -------------------- | --------------- |
| 1   | Nederland   | 8   | 6 | 2 | 0 | 20  | 31 | 3  | +28 | Eindtoernooi |       |                    | 1 – 0            | 1 – 1             | 3 – 0                | 12 – 0          |
| 2   | IJsland     | 8   | 6 | 0 | 2 | 18  | 25 | 3  | +22 | Play-offs    |       | 0 – 2              |                  | 4–0               | 6–0                  | 5–0             |
| 3   | Tsjechië    | 8   | 3 | 2 | 3 | 11  | 25 | 10 | +15 |              |       | 2 – 2              | 0–1              |                   | 7–0                  | 8–0             |
| 4   | Wit-Rusland | 8   | 2 | 1 | 5 | 7   | 7  | 26 | −19 |              | 0 – 2 | 0–5                | 2–1              |                   | 4–1                  |                 |
| 5   | Cyprus      | 8   | 0 | 1 | 7 | 1   | 2  | 48 | −46 |              | 0 – 8 | 0–4                | 0–6              | 1–1               |                      |                 |

|                                 |             |         |              |                                                                                   |
| 17 september 2021 20.45 (UTC+2) | Nederland   | 1 – 1   | Tsjechië     | Stadion: Euroborg, Groningen Toeschouwers: 10.600 Scheidsrechter: Ivana Martinčić |
| 17 september 2021 20.45 (UTC+2) | Miedema 83' | Verslag | 47' Stašková | Stadion: Euroborg, Groningen Toeschouwers: 10.600 Scheidsrechter: Ivana Martinčić |
| 17 september 2021 20.45 (UTC+2) |             |         |              | Stadion: Euroborg, Groningen Toeschouwers: 10.600 Scheidsrechter: Ivana Martinčić |
| 17 september 2021 20.45 (UTC+2) |             |         |              | Stadion: Euroborg, Groningen Toeschouwers: 10.600 Scheidsrechter: Ivana Martinčić |
|                                 |             |         |              |                                                                                   |

|                               |         |         |                             |                                                                                        |
| 21 september 2021 18.45 (UTC) | IJsland | 0 – 2   | Nederland                   | Stadion: Laugardalsvöllur, Reykjavik Toeschouwers: 1.737 Scheidsrechter: Rebecca Welch |
| 21 september 2021 18.45 (UTC) |         | Verslag | 23' Van de Donk 65' Groenen | Stadion: Laugardalsvöllur, Reykjavik Toeschouwers: 1.737 Scheidsrechter: Rebecca Welch |
| 21 september 2021 18.45 (UTC) |         |         |                             | Stadion: Laugardalsvöllur, Reykjavik Toeschouwers: 1.737 Scheidsrechter: Rebecca Welch |
| 21 september 2021 18.45 (UTC) |         |         |                             | Stadion: Laugardalsvöllur, Reykjavik Toeschouwers: 1.737 Scheidsrechter: Rebecca Welch |
|                               |         |         |                             |                                                                                        |

|                               |        |         |                                                                                                 |                                                                                                  |
| 22 oktober 2021 21.45 (UTC+3) | Cyprus | 0 – 8   | Nederland                                                                                       | Stadion: AEK Arena - Georgios Karapatakis, Larnaca Toeschouwers: 387 Scheidsrechter: Triinu Laos |
| 22 oktober 2021 21.45 (UTC+3) |        | Verslag | 3' Miedema 11' Van de Donk 19', 49', 53' Roord 51' (e.d.) Charalambous 81' Smits 87' Van Dongen | Stadion: AEK Arena - Georgios Karapatakis, Larnaca Toeschouwers: 387 Scheidsrechter: Triinu Laos |
| 22 oktober 2021 21.45 (UTC+3) |        |         |                                                                                                 | Stadion: AEK Arena - Georgios Karapatakis, Larnaca Toeschouwers: 387 Scheidsrechter: Triinu Laos |
| 22 oktober 2021 21.45 (UTC+3) |        |         |                                                                                                 | Stadion: AEK Arena - Georgios Karapatakis, Larnaca Toeschouwers: 387 Scheidsrechter: Triinu Laos |
|                               |        |         |                                                                                                 |                                                                                                  |

|                               |             |         |                             |                                                                                    |
| 26 oktober 2021 21.00 (UTC+3) | Wit-Rusland | 0 – 2   | Nederland                   | Stadion: Dinamostadion, Minsk Toeschouwers: 180 Scheidsrechter: Araksja Saribekjan |
| 26 oktober 2021 21.00 (UTC+3) |             | Verslag | 71' Martens 75' Van de Donk | Stadion: Dinamostadion, Minsk Toeschouwers: 180 Scheidsrechter: Araksja Saribekjan |
| 26 oktober 2021 21.00 (UTC+3) |             |         |                             | Stadion: Dinamostadion, Minsk Toeschouwers: 180 Scheidsrechter: Araksja Saribekjan |
| 26 oktober 2021 21.00 (UTC+3) |             |         |                             | Stadion: Dinamostadion, Minsk Toeschouwers: 180 Scheidsrechter: Araksja Saribekjan |
|                               |             |         |                             |                                                                                    |

|                                |                           |         |                                     |                                                                                  |
| 27 november 2021 12.00 (UTC+1) | Tsjechië                  | 2 – 2   | Nederland                           | Stadion: Městský stadion, Ostrava Toeschouwers: 261 Scheidsrechter: Ewa Augustyn |
| 27 november 2021 12.00 (UTC+1) | Svitková 11' Necidová 60' | Verslag | 51' Van de Donk 90+3' Van der Gragt | Stadion: Městský stadion, Ostrava Toeschouwers: 261 Scheidsrechter: Ewa Augustyn |
| 27 november 2021 12.00 (UTC+1) |                           |         |                                     | Stadion: Městský stadion, Ostrava Toeschouwers: 261 Scheidsrechter: Ewa Augustyn |
| 27 november 2021 12.00 (UTC+1) |                           |         |                                     | Stadion: Městský stadion, Ostrava Toeschouwers: 261 Scheidsrechter: Ewa Augustyn |
|                                |                           |         |                                     |                                                                                  |

|                            |                                                                                                |         |        |                                                                                   |
| 8 april 2022 20.45 (UTC+2) | Nederland                                                                                      | 12 – 0  | Cyprus | Stadion: Euroborg, Groningen Toeschouwers: 9.352 Scheidsrechter: Alexandra Collin |
| 8 april 2022 20.45 (UTC+2) | Miedema 23', 41', 44', 54', 69', 76' Roord 26', 34', 56' Beerensteyn 52' Spitse 60' Brugts 77' | Verslag |        | Stadion: Euroborg, Groningen Toeschouwers: 9.352 Scheidsrechter: Alexandra Collin |
| 8 april 2022 20.45 (UTC+2) |                                                                                                |         |        | Stadion: Euroborg, Groningen Toeschouwers: 9.352 Scheidsrechter: Alexandra Collin |
| 8 april 2022 20.45 (UTC+2) |                                                                                                |         |        | Stadion: Euroborg, Groningen Toeschouwers: 9.352 Scheidsrechter: Alexandra Collin |
|                            |                                                                                                |         |        |                                                                                   |

| |                                      |         |             |                                                                                       |
| 28 juni 2022 20.45 (UTC+2) | Nederland                            | 3 – 0   | Wit-Rusland | Stadion: FC Twente Stadion, Enschede Toeschouwers: 0 Scheidsrechter: Simona Ghisletta |
| 28 juni 2022 20.45 (UTC+2) | Roord 13' Nouwen 59' Beerensteyn 85' | Verslag |             | Stadion: FC Twente Stadion, Enschede Toeschouwers: 0 Scheidsrechter: Simona Ghisletta |
| 28 juni 2022 20.45 (UTC+2) |                                      |         |             | Stadion: FC Twente Stadion, Enschede Toeschouwers: 0 Scheidsrechter: Simona Ghisletta |
| 28 juni 2022 20.45 (UTC+2) |                                      |         |             | Stadion: FC Twente Stadion, Enschede Toeschouwers: 0 Scheidsrechter: Simona Ghisletta |
| Bijz.: De wedstrijd tussen Nederland en Wit-Rusland stond gepland voor 12 april 2022 om 20.45 (UTC+2), maar werd uitgesteld omdat Nederland niet tegen Wit-Rusland wilde spelen vanwege hun betrokkenheid bij de Russische invasie in Oekraïne. Op 6 mei 2022 maakte de KNVB in een statement bekend dat het de wedstrijd tegen Wit-Rusland alsnog wilde spelen. |                                      |         |             |                                                                                       |

|                                |              |         |         |                                                                                          |
| 6 september 2022 20.45 (UTC+2) | Nederland    | 1 – 0   | IJsland | Stadion: Stadion Galgenwaard, Utrecht Toeschouwers: 16.500 Scheidsrechter: Rebecca Welch |
| 6 september 2022 20.45 (UTC+2) | Brugts 90+3' | Verslag |         | Stadion: Stadion Galgenwaard, Utrecht Toeschouwers: 16.500 Scheidsrechter: Rebecca Welch |
| 6 september 2022 20.45 (UTC+2) |              |         |         | Stadion: Stadion Galgenwaard, Utrecht Toeschouwers: 16.500 Scheidsrechter: Rebecca Welch |
| 6 september 2022 20.45 (UTC+2) |              |         |         | Stadion: Stadion Galgenwaard, Utrecht Toeschouwers: 16.500 Scheidsrechter: Rebecca Welch |
|                                |              |         |         |                                                                                          |

### Oefenwedstrijd
|                                                               | |       |        | |
| 2 juli Vriendschappelijk «onderlinge duels» 20:45 uur (UTC+2) | Nederland                                                                                               | 5 – 0 | België | Stadion: Parkstad Limburg Stadion, Kerkrade Toeschouwers: 12.000 Scheidsrechter: Angelika Söder (DUI) |
| 2 juli Vriendschappelijk «onderlinge duels» 20:45 uur (UTC+2) | Lieke Martens 2' Sherida Spitse 26' (pen.) Lineth Beerensteyn 37' Victoria Pelova 62' Katja Snoeijs 83' |       |        | Stadion: Parkstad Limburg Stadion, Kerkrade Toeschouwers: 12.000 Scheidsrechter: Angelika Söder (DUI) |
| 2 juli Vriendschappelijk «onderlinge duels» 20:45 uur (UTC+2) | |       |        | Stadion: Parkstad Limburg Stadion, Kerkrade Toeschouwers: 12.000 Scheidsrechter: Angelika Söder (DUI) |
| 2 juli Vriendschappelijk «onderlinge duels» 20:45 uur (UTC+2) | |       |        | Stadion: Parkstad Limburg Stadion, Kerkrade Toeschouwers: 12.000 Scheidsrechter: Angelika Söder (DUI) |
|                                                               | |       |        | |

## Hoofdtoernooi

### Uitrustingen
| Thuistenue | Uittenue |

### Selectie
| Nr.             | Naam                   | W | Goal | Kreeg geel | Kreeg voor de tweede keer geel en dus rood | Weggestuurd | Werd in het veld gebracht | Werd van het veld gehaald | Club                     |
| --------------- | ---------------------- | - | ---- | ---------- | ------------------------------------------ | ----------- | ------------------------- | ------------------------- | ------------------------ |
| Doelvrouwen     |                        |   |      |            |                                            |             |                           |                           |                          |
| 1               | Daphne van Domselaar   | 5 | 0    | 0          | 0                                          | 0           | 0                         | 0                         | Aston Villa WFC          |
| 16              | Lize Kop               | 0 | 0    | 0          | 0                                          | 0           | 0                         | 0                         | Ajax                     |
| 23              | Jacintha Weimar        | 0 | 0    | 0          | 0                                          | 0           | 0                         | 0                         | Feyenoord                |
| Verdedigsters   |                        |   |      |            |                                            |             |                           |                           |                          |
| 2               | Lynn Wilms             | 2 | 0    | 0          | 0                                          | 0           | 2                         | 0                         | VfL Wolfsburg            |
| 3               | Stefanie van der Gragt | 5 | 2    | 0          | 0                                          | 0           | 0                         | 1                         | FC Internazionale Milano |
| 4               | Aniek Nouwen           | 2 | 0    | 0          | 0                                          | 0           | 2                         | 0                         | AC Milan                 |
| 5               | Merel van Dongen       | 1 | 0    | 0          | 0                                          | 0           | 1                         | 0                         | Atlético Madrid          |
| 15              | Caitlin Dijkstra       | 2 | 0    | 0          | 0                                          | 0           | 2                         | 0                         | FC Twente                |
| 20              | Dominique Janssen      | 5 | 0    | 0          | 0                                          | 0           | 0                         | 0                         | VfL Wolfsburg            |
| Middenveldsters |                        |   |      |            |                                            |             |                           |                           |                          |
| 6               | Jill Roord             | 5 | 4    | 0          | 0                                          | 0           | 0                         | 3                         | Manchester City WFC      |
| 8               | Sherida Spitse         | 5 | 0    | 0          | 0                                          | 0           | 0                         | 2                         | Ajax                     |
| 10              | Daniëlle van de Donk   | 4 | 1    | 2          | 0                                          | 0           | 0                         | 3                         | Olympique Lyonnais       |
| 12              | Jill Baijings          | 1 | 0    | 0          | 0                                          | 0           | 1                         | 0                         | Bayer 04 Leverkusen      |
| 14              | Jackie Groenen         | 5 | 0    | 0          | 0                                          | 0           | 0                         | 1                         | Paris Saint-Germain      |
| 17              | Victoria Pelova        | 5 | 0    | 0          | 0                                          | 0           | 0                         | 4                         | Arsenal WFC              |
| 18              | Kerstin Casparij       | 5 | 0    | 0          | 0                                          | 0           | 5                         | 0                         | Manchester City WFC      |
| 19              | Wieke Kaptein          | 1 | 0    | 0          | 0                                          | 0           | 1                         | 0                         | FC Twente                |
| 21              | Damaris Egurrola       | 5 | 0    | 1          | 0                                          | 0           | 4                         | 1                         | Olympique Lyonnais       |
| Aanvalsters     |                        |   |      |            |                                            |             |                           |                           |                          |
| 7               | Lineth Beerensteyn     | 3 | 1    | 0          | 0                                          | 0           | 0                         | 1                         | Juventus                 |
| 9               | Katja Snoeijs          | 5 | 1    | 0          | 0                                          | 0           | 3                         | 1                         | Everton WFC              |
| 11              | Lieke Martens          | 5 | 1    | 0          | 0                                          | 0           | 0                         | 1                         | Paris Saint-Germain      |
| 13              | Renate Jansen          | 1 | 0    | 0          | 0                                          | 0           | 1                         | 0                         | FC Twente                |
| 22              | Esmee Brugts           | 5 | 2    | 0          | 0                                          | 0           | 0                         | 3                         | PSV                      |

Technische staf
| Naam                 | Functie              |
| -------------------- | -------------------- |
| Technische staf      |                      |
| Andries Jonker       | Bondscoach           |
| Janneke Bijl         | Assistent-bondscoach |
| Arvid Smit           | Assistent-bondscoach |
| Erskine Schoenmakers | Keeperstrainer       |

### Groepsfase

#### Groep E
| Pos | Team             | Wed | W | G | V | Ptn | DV | DT | +/− | Kwalificatie               |
| --- | ---------------- | --- | - | - | - | --- | -- | -- | --- | -------------------------- |
| 1   | Nederland        | 3   | 2 | 1 | 0 | 7   | 9  | 1  | +8  | Door naar de knock-outfase |
| 2   | Verenigde Staten | 3   | 1 | 2 | 0 | 5   | 4  | 1  | +3  | Door naar de knock-outfase |
| 3   | Portugal         | 3   | 1 | 1 | 1 | 4   | 2  | 1  | +1  |                            |
| 4   | Vietnam          | 3   | 0 | 0 | 3 | 0   | 0  | 12 | −12 |                            |

#### Nederland – Portugal
|                             |                            |                  |          |                                                                                    |
| 23 juli 2023 19.30 (UTC+12) | Nederland                  | 1 – 0 (1 – 0)    | Portugal | Forsyth Barr Stadium, Dunedin Toeschouwers: 11.991 Scheidsrechter: Kateryna Monzul |
| 23 juli 2023 19.30 (UTC+12) | Stefanie van der Gragt 13' | Wedstrijdverslag |          | Forsyth Barr Stadium, Dunedin Toeschouwers: 11.991 Scheidsrechter: Kateryna Monzul |

| Nederland | Portugal |

#### Verenigde Staten – Nederland
|                             |                   |                  |                |                                                                                                |
| 27 juli 2023 13.00 (UTC+12) | Verenigde Staten  | 1 – 1 (0 – 1)    | Nederland      | Wellington Regional Stadium, Wellington Toeschouwers: 27.312 Scheidsrechter: Yoshimi Yamashita |
| 27 juli 2023 13.00 (UTC+12) | Lindsey Horan 62' | Wedstrijdverslag | 17' Jill Roord | Wellington Regional Stadium, Wellington Toeschouwers: 27.312 Scheidsrechter: Yoshimi Yamashita |

| Verenigde Staten | Nederland |

#### Vietnam – Nederland
|                                |         |                  | |                                                                                   |
| 1 augustus 2023 19.00 (UTC+12) | Vietnam | 0 – 7 (0 – 5)    | Nederland                                                                                             | Forsyth Barr Stadium, Dunedin Toeschouwers: 8.215 Scheidsrechter: Ivana Martinčić |
| 1 augustus 2023 19.00 (UTC+12) |         | Wedstrijdverslag | 8' Lieke Martens 11' Katja Snoeijs 18', 57' Esmee Brugts 23', 83' Jill Roord 45' Daniëlle van de Donk | Forsyth Barr Stadium, Dunedin Toeschouwers: 8.215 Scheidsrechter: Ivana Martinčić |

| Vietnam | Nederland |

### Knock-outfase

#### Achtste finale (Nederland – Zuid Afrika)
|                                |                                      |                  |             |                                                                                        |
| 6 augustus 2023 12.00 (UTC+10) | Nederland                            | 2 – 0 (1 – 0)    | Zuid-Afrika | Sydney Football Stadium, Sydney Toeschouwers: 40.233 Scheidsrechter: Yoshimi Yamashita |
| 6 augustus 2023 12.00 (UTC+10) | Jill Roord 9' Lineth Beerensteyn 68' | Wedstrijdverslag |             | Sydney Football Stadium, Sydney Toeschouwers: 40.233 Scheidsrechter: Yoshimi Yamashita |

| Nederland | Zuid Afrika |

#### Kwartfinale (Spanje – Nederland)
|                                 |                                                    |                                    |                              |                                                                                                 |
| 11 augustus 2023 13.00 (UTC+12) | Spanje                                             | 2 – 1 (0 – 0, 1 – 1) Na verlenging | Nederland                    | Wellington Regional Stadium, Wellington Toeschouwers: 32.021 Scheidsrechter: Stéphanie Frappart |
| 11 augustus 2023 13.00 (UTC+12) | Mariona Caldentey 81' (pen.) Salma Paralluelo 111' | Wedstrijdverslag                   | 90+1' Stefanie van der Gragt | Wellington Regional Stadium, Wellington Toeschouwers: 32.021 Scheidsrechter: Stéphanie Frappart |

| Spanje | Nederland |

## Voetnoten
1. ↑  De wedstrijd stond oorspronkelijk gepland voor 26 november 2021 om 20.45 (UTC+1), maar werd met één dag uitgesteld vanwege sneeuwval.[1]

KNVB ·
A-internationals ·
Bondscoaches ·
Topscorers ·
Jong OranjeLeeuwinnen ·
Vrouwen U20 ·
Vrouwen U19 ·
Vrouwen U18 ·
Vrouwen U17 ·
Vrouwen U16 ·
Vrouwen U15

EK-wedstrijden vrouwen ·
WK-wedstrijden vrouwen ·
Resultaten vrouwen kwalificaties en eindronden
1971 – 1979 ·
1980 – 1989 ·
1990 – 1999 ·
2000 – 2009 ·
2010 – 2019 ·
2020 – 2029
EK 2009 ·
EK 2013 ·
WK 2015 · 
EK 2017 · 
WK 2019 · 
OS 2020 · 
EK 2022 · 
WK 2023
Albanië ·
Australië ·
België ·
Brazilië ·
Canada ·
Chili ·
China ·
Costa Rica ·
Cyprus ·
Denemarken ·
Duitsland ·
Engeland ·
Estland ·
Finland ·
Frankrijk ·
GOS ·
Griekenland ·
Hongarije ·
Ierland ·
IJsland ·
Indonesië ·
Israël ·
Italië ·
Ivoorkust ·
Japan ·
Kameroen ·
Kosovo ·
Kroatië ·
Mexico ·
Nieuw-Zeeland ·
Nigeria ·
Noord-Ierland ·
Noord-Korea ·
Noord-Macedonië ·
Noorwegen ·
Oekraïne ·
Oostenrijk ·
Polen ·
Portugal ·
Roemenië ·
Rusland ·
Schotland ·
Servië ·
Slovenië ·
Slowakije ·
Spanje ·
Thailand ·
Tsjechië ·
Turkije ·
Verenigde Staten ·
Vietnam ·
Wales ·
Wit-Rusland ·
Zambia ·
Zuid-Afrika ·
Zweden ·
Zwitserland
Denemarken (2017) ·
Verenigde Staten (2019)